# Ионосфера Марса
Ионосфера Марса (или термосфера) — часть верхней атмосферы Марса, сильно ионизирующейся под действием солнечного коротковолнового излучения.
Из всех планет, известных на сегодняшний день, именно Марс больше всего похож на нашу Землю, однако кое в чём они отличаются очень сильно. В частности, они обладают совершенно непохожими ионосферами. Марсианская ионосфера простирается в пределах от 110 до 130 км над поверхностью планеты. В этой зоне высокоэнергетические частицы солнечного ветра сталкиваются с молекулами разрежённого газа, выбивая электроны с их атомарных орбит, в результате чего формируется слой с избытком свободных электронов. Одним из наиболее интересных открытий миссии Mars Express стало обнаружение активной ионосферы не только над дневной, но и над ночной стороной планеты, которую солнечные частицы бомбардировать никак не могут.
С помощью данных, полученных европейской космической станцией, учёные смогли составить первую подробную карту распределения электронов в атмосфере с ночной стороны Марса. На карте отчётливо видны области с резко повышенной плотностью электронов, причём учёные обнаружили некоторую зависимость между распределением этих областей и конфигурацией магнитного поля планеты. Регионы с высокой плотностью электронов оказываются связаны с сильно намагниченными участками, где линии магнитного поля выстраиваются перпендикулярно поверхности планеты. Такие участки представлены, в частности, к югу от экватора Марса. На Земле подобная ситуация наблюдается только в районе двух магнитных полюсов. Причины столь странной конфигурации марсианских магнитных полей пока остаются неясными.